# Emilio Boni

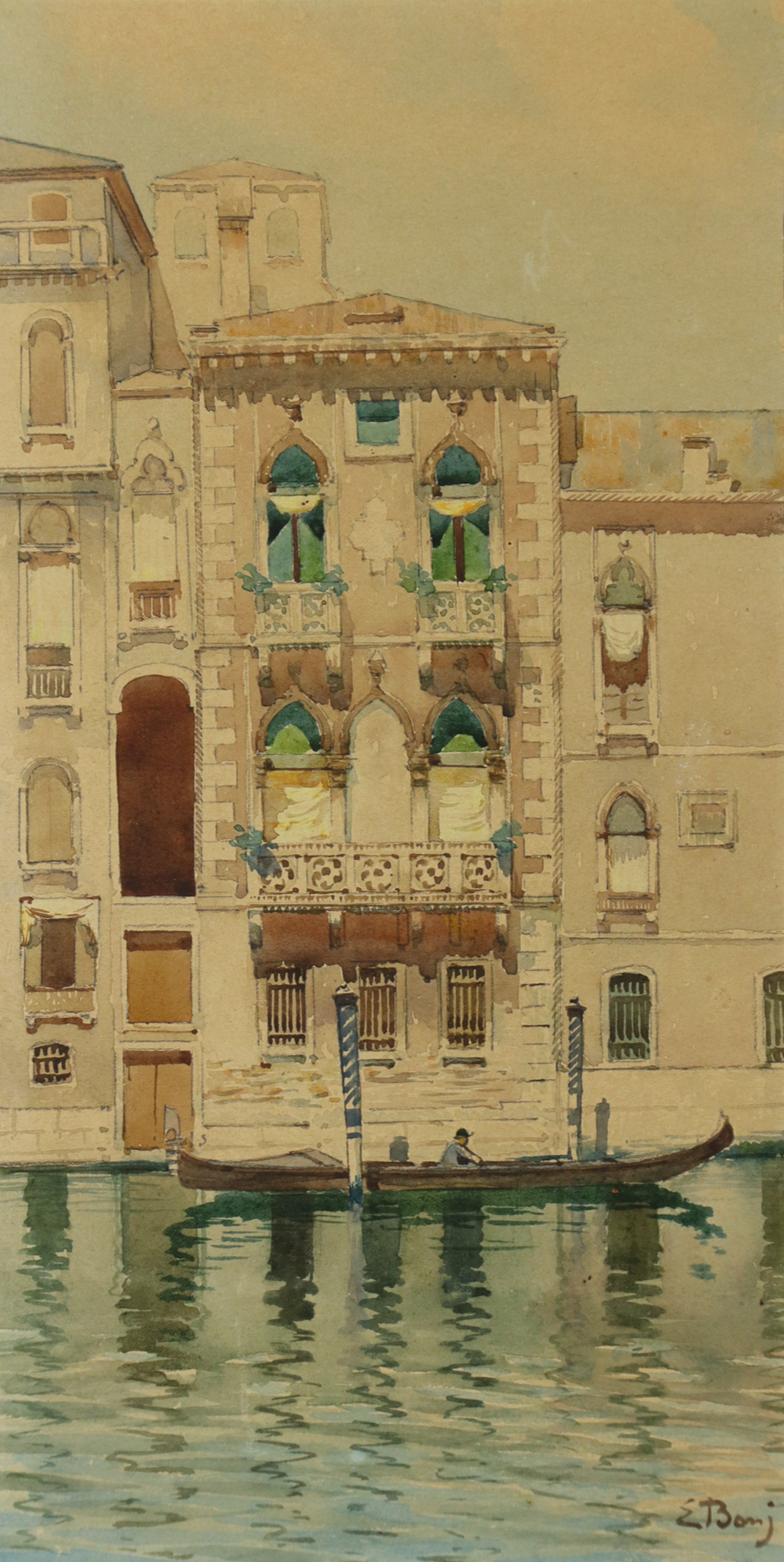
Un acquerello di Emilio Boni raffigurante il palazzo Contarini Fasan sul Canal Grande, che fa parte di una serie di scorci veneziani dipinti da Boni.

Emilio Boni (Prato, 22 giugno 1844 – Prato, 2 dicembre 1867) è stato uno scultore e pittore italiano.

## Biografia
Nato a Prato da umile famiglia nel 1844, mostrò fin da ragazzo un talento naturale nel disegnare e plasmare forme. Quando aveva diciassette anni, le sue qualità furono notate dallo scrittore Cesare Guasti che lo segnalò allo scultore Giovanni Duprè affinché ne valutasse le doti. Dopo un mese di frequentazione dello studio dello scultore, Emilio fu iscritto all’Istituto di Belle Arti di Siena perché ricevesse un’adeguata educazione artistica sotto la guida di Alessandro Franchi e Luigi Mussini.
Negli anni di frequentazione dell’Istituto, dove si distinse ricevendo tre premi, fu molto attivo. Dipinse una serie di acquerelli dedicati a Venezia che periodicamente affiorano sul mercato e lavorò ad alcune pregevoli opere di piccolo formato. Nel 1866 gli fu affidato il restauro della Madonna dell’Ulivo dei fratelli da Maiano, quando fu traslata nella sua sistemazione attuale nella Cattedrale di Santo Stefano a Prato. Nello stesso anno collaborò con Tito Sarrocchi alla riproduzione di alcune sculture sulla facciata del Duomo di Siena, i cui originali furono sottratti alla corrosione degli agenti atmosferici. 
Morì di tubercolosi il 2 dicembre 1867. La città di Prato lo ha ricordato intitolandogli una via.